# میخایلو ماکسیموویچ
میخایلو ماکسیموویچ (اوکراینی: Михайло Олександрович Максимович؛ ۳ سپتامبر ۱۸۰۴ – ۱۰ نوامبر ۱۸۷۳) تاریخ‌نگار، نویسنده، استاد، حشره‌شناس، و گیاه‌شناس اهل امپراتوری روسیه بود.